# Filialkirche Kanning

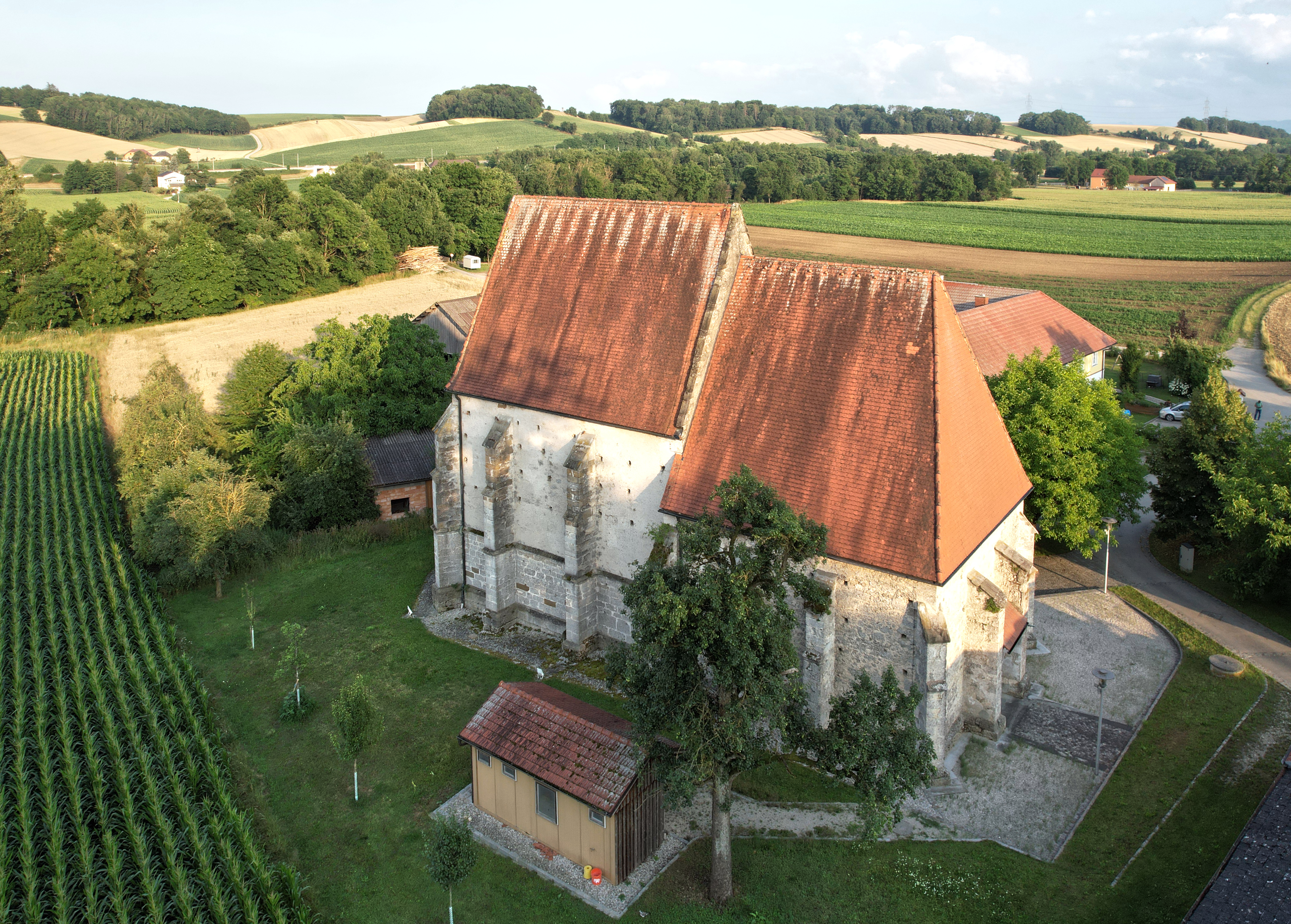
Katholische Filialkirche hl. Wolfgang in Kanning (Nordseite)

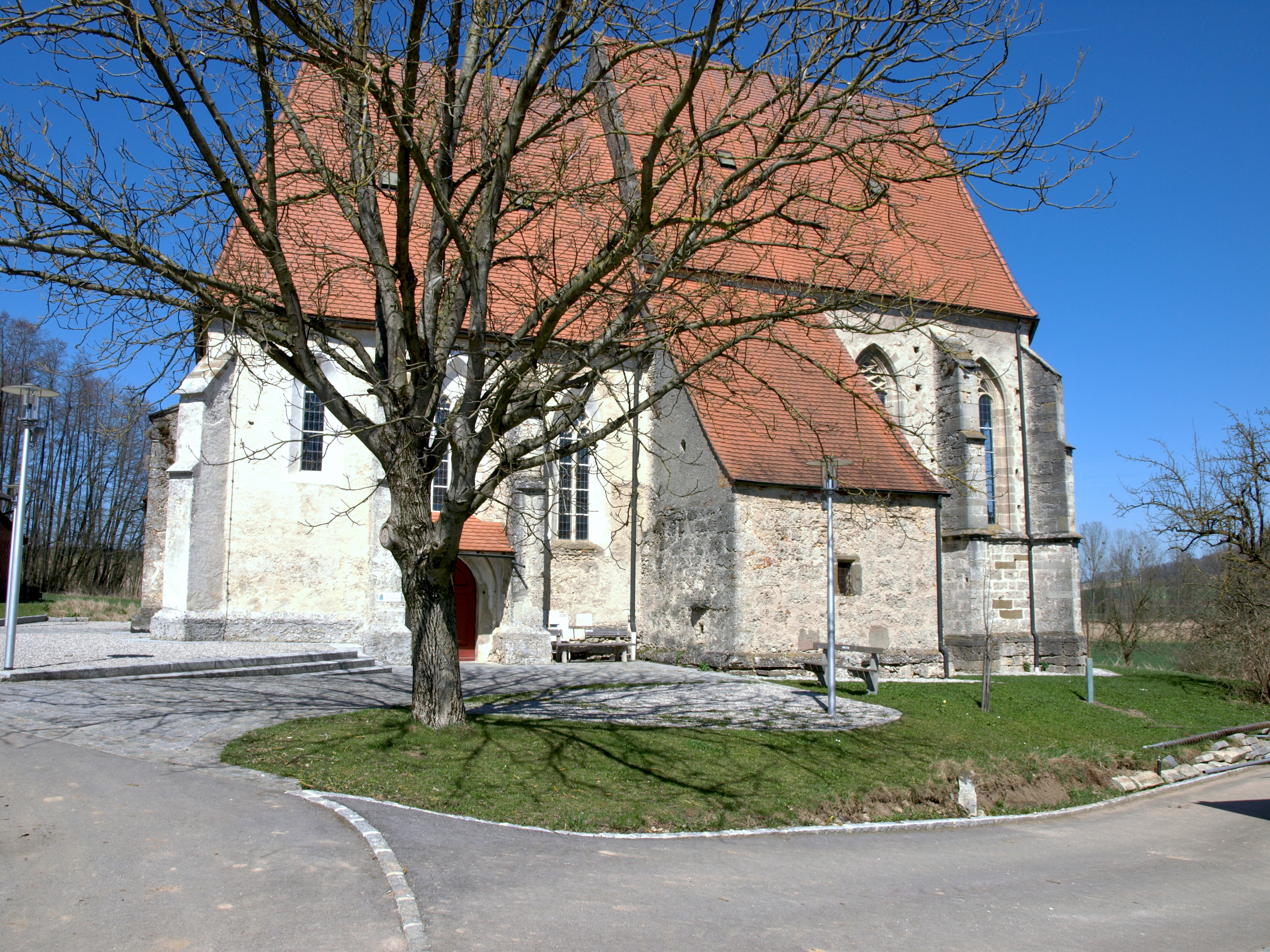
Katholische Filialkirche hl. Wolfgang in Kanning (Südseite)

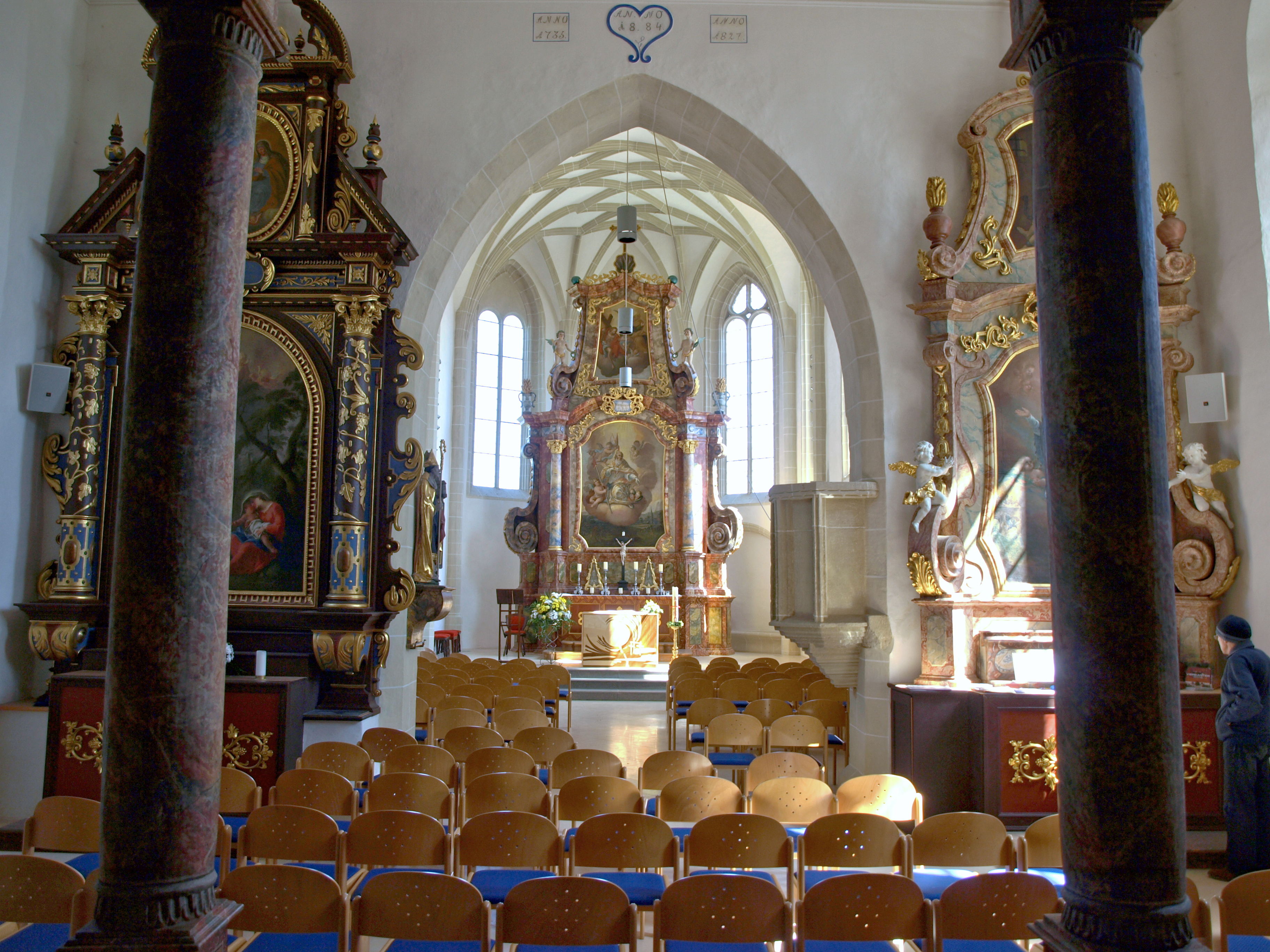
Langhaus, Blick zum Chor

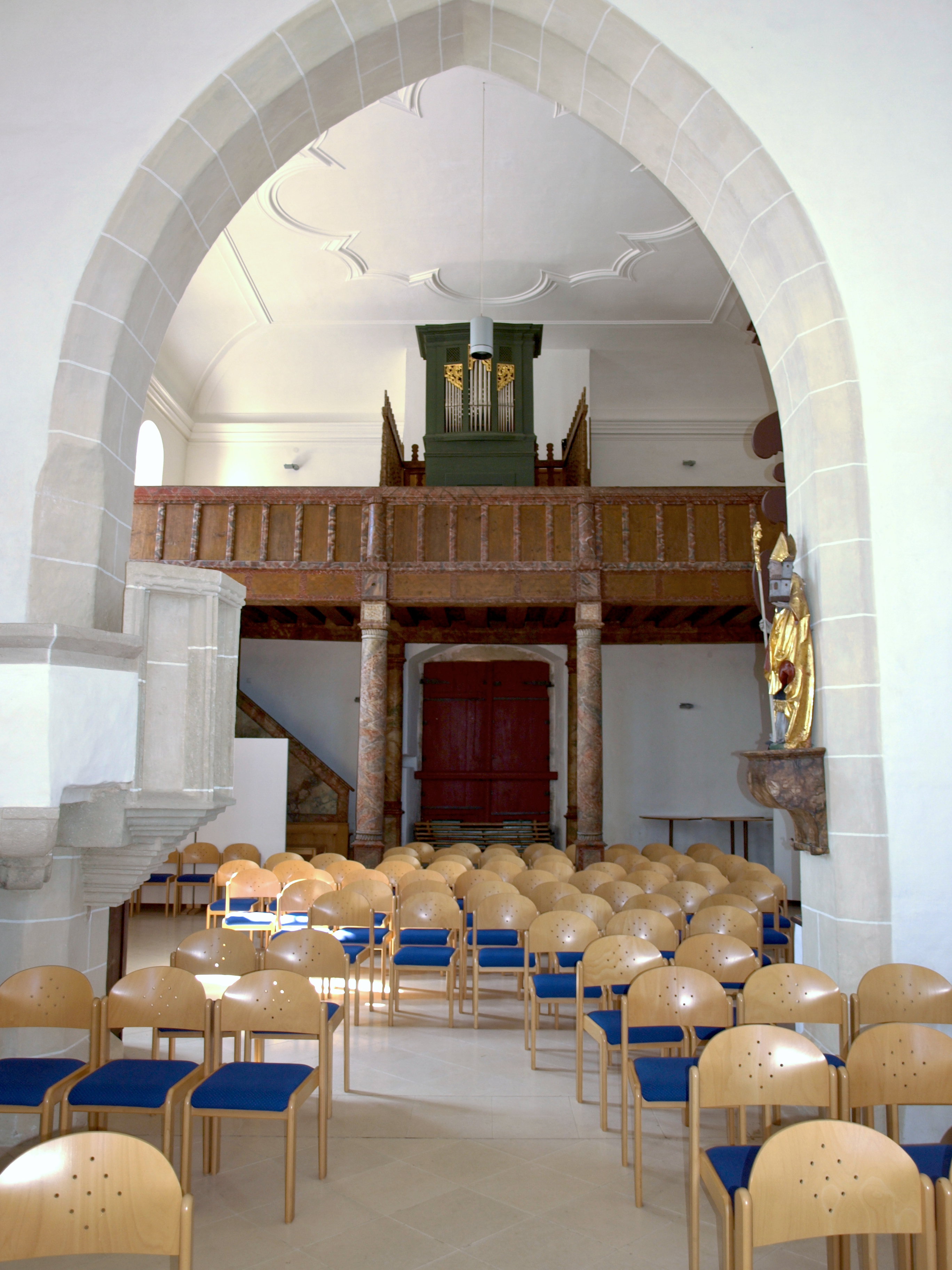
Chor, Blick zum Langhaus mit der Orgelempore

Die Filialkirche Kanning steht auf leicht abfallendem Gelände im Nordosten des Weilers Kanning in der Gemeinde Ernsthofen im Bezirk Amstetten in Niederösterreich. Die auf den heiligen Wolfgang geweihte römisch-katholische Filialkirche gehört zum Dekanat Haag in der Diözese St. Pölten. Die Kirche steht unter Denkmalschutz (Listeneintrag).

## Geschichte
Die Gründung und der Stifter der ehemals herrschaftlichen Eigenkirche sind nicht bekannt. Anfangs eine Filiale der Pfarrkirche St. Valentin unter dem Patronat vom Kloster Erla mit Errichtung des Vikariates 1786 Filiale der Pfarrkirche Ernsthofen.
Die Langhauswölbung schuf der Architekt Carl Anton Zeronetti 1735. 1884 war eine Restaurierung.

## Architektur
Der turmlose spätgotische Kirchenbau mit einem quadratischen Langhaus hat einen zweijochigen Langchor.
Das Kirchenäußere zeigt sich als spätgotischer Quader- und Bruchsteinbau mit originalem Fugenverputz. Das Langhaus unter einem steilen Walmdach hat abgestufte und an den Westecken übereck gestellte Strebepfeiler im Sinne einer geplanten Vierstützenhalle. Die Langhaussüdseite hat drei verschiedene große ein- bzw. zweibahnige Maßwerkfenster, mittig in der Südseite befindet sich ein birnstabprofiliertes spitzbogiges Portal, in der Westfront befindet sich mittig ein dreifach mit Spitzbogenarchivolten geformtes Schulterportal, an den zum Westportal flankierenden Strebepfeilern befinden sich Rippenanläufe einer ehemaligen Portalvorhalle, die Langhausnordseite hat nur ein zweibahniges Maßwerkfenster. Der eingezogene Chor wurde im dritten Viertel des 15. Jahrhunderts begonnen, er ist etwas höher unter einem steilen Satteldach und zeigt Quadermauerwerk bis zum umlaufenden Sohlbankgesims, darüber Bruchsteinmauerwerk aus dem vierten Viertel des 15. Jahrhunderts, der Chor zeigt zwischen zweifach abgesetzten Strebepfeilern zweibahnige Maßwerkfenster mit Gitter- und Fischblasenmotiven sowie gekehlten Gewänden, im Norden ist das Mauerwerk ohne Fenster geschlossen. Im südlichen Chorwinkel steht ein stark vortretender Sakristeianbau aus dem vierten Viertel des 15. Jahrhunderts unter einem steilen Pultdach, die Sakristei hat kleine Steckgitterfenster mit Nasen und im Westen einen ehemaligen Lavaboabfluss.
Die Steinkanzel mit einer Kassettenbrüstung mit Astwerkstab über einer reich geschichteten Konsole ist aus dem ersten Viertel des 16. Jahrhunderts.

## Ausstattung
Aus der Pfarrkirche Ernsthofen wurde 1894 der linke Seitenaltar, 1871 die Orgel, 1895 der Kreuzweg, und 1947 eine Glocke übertragen.
Die Orgel baute Nikolaus Rummel 1767. Die Glocke am Chordachstuhl nennt Johann Maximilian Hagenauer 1731.